# Alfred Rottler (Dompropst)
Alfred Rottler (* 13. November 1956 in Schelldorf) ist ein deutscher Priester und Dompropst. Im Juni 2025 wurde er zum Diözesanadministrator des Bistums Eichstätt gewählt.

## Leben
Bischof Alois Brems weihte am 2. Juli 1983 Rottler im Eichstätter Dom zum Priester. Anschließend wurde er Kaplan in Allersberg. 1986 wurde er KLJB-Diözesanpräses und Pfarrer von Walting. 1990 übernahm er die Pfarrei Spalt und Großweingarten sowie 1993 Theilenberg. 1998 wurde er zum Dekan des Dekanats Schwabach gewählt. 2000 erfolgte die Ernennung zum Pfarrer in Roth und 2006 in Büchenbach. 2006 wurde er Diözesanpräses des Schönstattwerks.
Am 1. September 2009 wurde er Leiter der Hauptabteilung Seelsorge/Weiterbildung, später umbenannt in Hauptabteilung Pastoral im Eichstätter Ordinariat. Er wurde am 1. Oktober 2010 zum Domkapitular am Eichstätter Dom ernannt. Während seiner Amtszeit führte er zwei grundlegende Strukturreformen im Bistum Eichstätt durch – zum einen die Dekanatsreform 2011 sowie die Neuordnung der Pastoralräume zu Ostern 2017. Er ist Präses des Diözesanrats. Rottler ist seit 1. Oktober 2019 Dompropst des Eichstätter Domkapitels. Seit 15. Oktober 2019 ist er Präses des Caritasverbands für die Diözese Eichstätt.
Nach dem Rücktritt von Bischof Gregor Maria Hanke am 13. Juni 2025 wurde Alfred Rottler vom Eichstätter Domkapitel zum Diözesanadministrator gewählt. Als erste Amtshandlung ernannte er den ehemaligen Generalvikar Michael Alberter zu seinem Ständigen Vertreter.